# Nikko Gaković
Nikko Gaković (* 13. Juni 2004 in San Francisco, Kalifornien, Vereinigte Staaten) ist ein bosnisch-herzegowinischer Eishockeyspieler, der seit 2024 erneut beim HK Medvjedi Sarajevo in der bosnisch-herzegowinischen Eishockeyliga spielt.

## Karriere
Nikko Gaković, der in den Vereinigten Staaten geboren wurde, begann seine Karriere in Serbien in der Nachwuchsabteilung von KHK Roter Stern Belgrad. Anschließend wechselte er nach Schweden, wo er in der U16 des Kalmar HC spielte. 2020 wechselte er nach Bosnien und Herzegowina, wo er für den HK Medvjedi Sarajevo und den HK Stari Grad in der bosnisch-herzegowinischen Eishockeyliga spielte. 2022 kehrte er nach Schweden zurück und stand dort ein Jahr in der sechstklassigen Division 4 beim Brinkens IF auf dem Eis. Seit 2023 spielt er wieder in Bosnien-Herzegowina, derzeit erneut beim HK Medvjedi Sarajevo.

### International
Im Juniorenbereich spielte Gaković für Bosnien-Herzegowina bei der U18-Weltmeisterschaft der Division III 2022, als er als Torschützenkönig und Topscorer auch zum besten Spieler seiner Mannschaft gewählt wurde, sowie den U20-Weltmeisterschaften der Division III 2022, 2023, als er ebenfalls zum besten Spieler seines Teams gewählt wurde, und 2024, als er beste Plus/Minus-Bilanz des Turniers erreichte.
Für Bosnien und Herzegowina nahm Gaković an den Weltmeisterschaften der Division III 2022, 2023 und 2024 teil.

## Erfolge und Auszeichnungen
- 2022 Aufstieg in die Division III, Gruppe A, bei der U18-Weltmeisterschaft der Division III, Gruppe B
- 2022 Torschützenkönig und Topscorer bei der U18-Weltmeisterschaft der Division III, Gruppe B
- 2024 Aufstieg in die Division III, Gruppe A, bei der U20-Weltmeisterschaft der Division III, Gruppe B
- 2024 Beste Plus/Minus-Bilanz bei der U18-Weltmeisterschaft der Division III, Gruppe B
- 2024 Aufstieg in die Division III, Gruppe A, bei der Weltmeisterschaft der Division III, Gruppe B